# David Justice
David Christopher Justice (14 de abril de 1966) es un exjugador estadounidense de béisbol profesional que jugó en las Grandes Ligas para los Atlanta Braves (1989-1996), Cleveland Indians (1997-2000), New York Yankees (2000-2001) y Oakland Athletics (2000).
Fue seleccionado a tres Juegos de Estrellas, ganó dos Bates de Plata y fue elegido como Novato del año de la Liga Nacional en 1990. Desde 1991 hasta su última temporada en 2002, los equipos de Justice clasificaron a la postemporada cada año, participando en un total de seis Series Mundiales, ganando dos de ellas: con los Bravos en 1995 y con los Yankees en 2000. Justice se ubica en el top 10 de varias estadísticas de postemporada, incluyendo turnos al bate, encuentros jugados, hits y jonrones.

## Carrera profesional

### Atlanta Braves
Justice debutó en Grandes Ligas en mayo de 1989, jugando para los Bravos de Atlanta. Ganó el puesto de jardinero derecho titular luego que Dale Murphy fuera transferido a los Filis de Filadelfia. Durante la segunda mitad de la temporada 1990 elevó su desempeño ofensivo y culminó la campaña con 28 jonrones, ganando el premio de Novato del año de la Liga Nacional. En 1991 lideró la liga en carreras impulsadas hasta que sufrió una lesión de espalda en junio. A pesar de ello terminó la temporada con 87 impulsadas y participó en su primera Serie Mundial.
Luego de bajar su rendimiento en 1992, Justice disfrutó de una sólida temporada en 1993. Conectó 40 jonrones y 120 impulsadas con 78 bases por bolas, y finalizó tercero en la votación al Jugador Más Valioso de la Liga Nacional detrás de Barry Bonds y Lenny Dykstra. Cuando inició la huelga en 1994, Justice registraba promedio de .313 con porcentaje de embasado de .427 y ‘’slugging’’ de .531.
En 1995, Justice ayudó a los Bravos a ganar la Serie Mundial de 1995 ante los Indios de Cleveland. Llamó la atención cuando criticó a los fanáticos del nivel de soporte que le daban al equipo, pero terminó siendo un héroe al conectar un jonrón en el Juego 6 que se convertiría en la única carrera que aseguró la conquista del campeonato.
En 1996, falló un turno al bate ante los Piratas de Pittsburgh que le provocó una separación de hombro, dejándolo fuera de acción por el resto de la temporada. Sería el último turno al bate de Justice con los Bravos, ya que fue transferido durante la última semana de los entrenamientos primaverales del año siguiente.

### Cleveland Indians
Antes del inicio de temporada de 1997, Justice fue transferido a los Indios de Cleveland junto a Marquis Grissom a cambio de Kenny Lofton y el relevista Alan Embree. Justice bateó .329/.418/.596 con 33 jonrones en su primera temporada con los Indios, logrando participar en otra Serie Mundial. Registró números sólidos en 1998 y 1999, antes de su gran año 2000.

### New York Yankees
El 28 de junio de 2000, el gerente general de los Yankees de Nueva York Brian Cahsman finalizó un acuerdo con su colega de los Indios John Hart para traspasar a Jake Westbrook, Zach Day y Ricky Ledeé a los Indios a cambio de Justice. Este finalizó la temporada con promedio combinado de .286/.377/.584, 41 jonrones y 118 impulsadas. También fue clave en la postemporada, ganando el reconocimiento de Jugador Más Valioso de la Serie de Campeonato de la Liga Americana y su segunda Serie Mundial.

### Oakland Athletics
Como resultado de una persistente lesión, Justice disminuyó su producción en 2001, para finalmente ser cambiado el 7 de diciembre de 2001 a los Mets de Nueva York a cambio de Robin Ventura. Posteriormente, el gerente general de los Mets Steve Phillips lo traspasó a los Atléticos de Oakland a cambio de los lanzadores Mark Guthrie y Tyler Yates. Jugó su última temporada con los Atléticos, logrando alcanzar nuevamente la postemporada y ganando el reconocimiento como Jugador de la Semana de la Liga Americana en la primera semana de la temporada. Finalizó con .376 de porcentaje de embasado y una tasa de BB/K mayor a 1:1, lo que comprobó que retenía su habilidad de llegar a base a pesar de su edad.

## Salón de la Fama
El 17 de agosto de 2007, Justice fue exaltado al Salón de la Fama de los Bravos de Atlanta, el primer jugador que formó parte de alguno de los 14 títulos divisionales consecutivos (1991-2005) que ganó el equipo en recibir el reconocimiento.
Justice fue candidato para la elección al Salón de la Fama del Béisbol en 2008. Sin embargo, solo recibió un voto, lo que impidió que fuera nominado en futuras ocasiones.